# Štítná nad Vláří
Štítná nad Vláří (moravsky Ščítná) je východní část obce Štítná nad Vláří-Popov v okrese Zlín. Nachází se v údolí řeky Vláry, zhruba 3 až 4 km zjz. od Brumova-Bylnice, 8,5 km jižně od Valašských Klobouk a 28 km na jihovýchod od Zlína. Vesnicí probíhá silnice II/495, spojující Slavičín a Brumov-Bylnici. Je zde evidováno 534 adres. Trvale zde žije 1855 obyvatel.
Štítná nad Vláří je také název katastrálního území o rozloze 22,82 km2.

## Historie
První písemná zmínka o obci pochází z roku 1420.

## Pamětihodnosti
- Kostel sv. Josefa
- Socha sv. Jana Nepomuckého

Ve vsi se odehrává první část románu Gabra a Málinka od A. Kutinové, která zde prožila dětství.

## Galerie

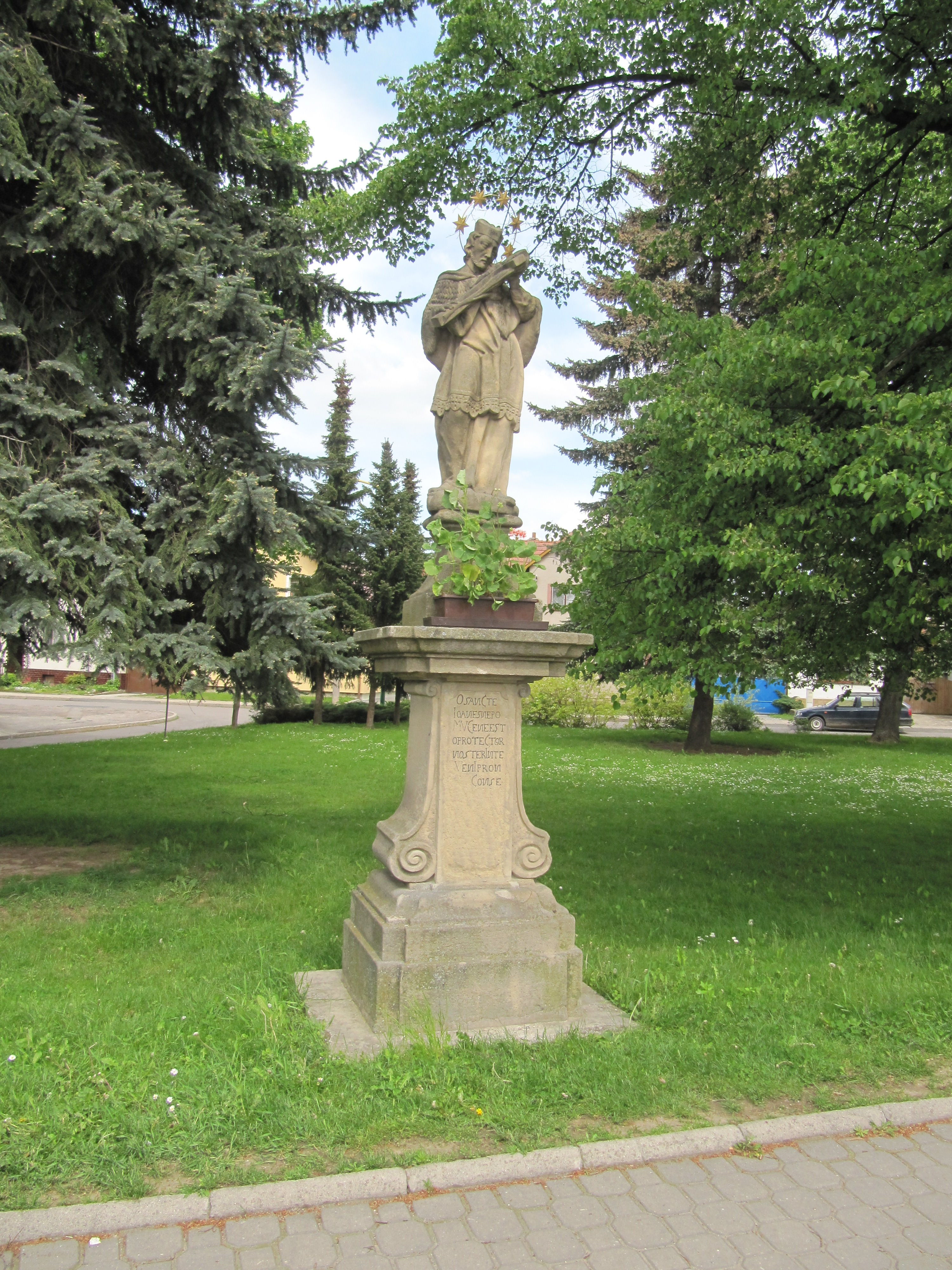
Socha sv. Jana Nepomuckého na návsi
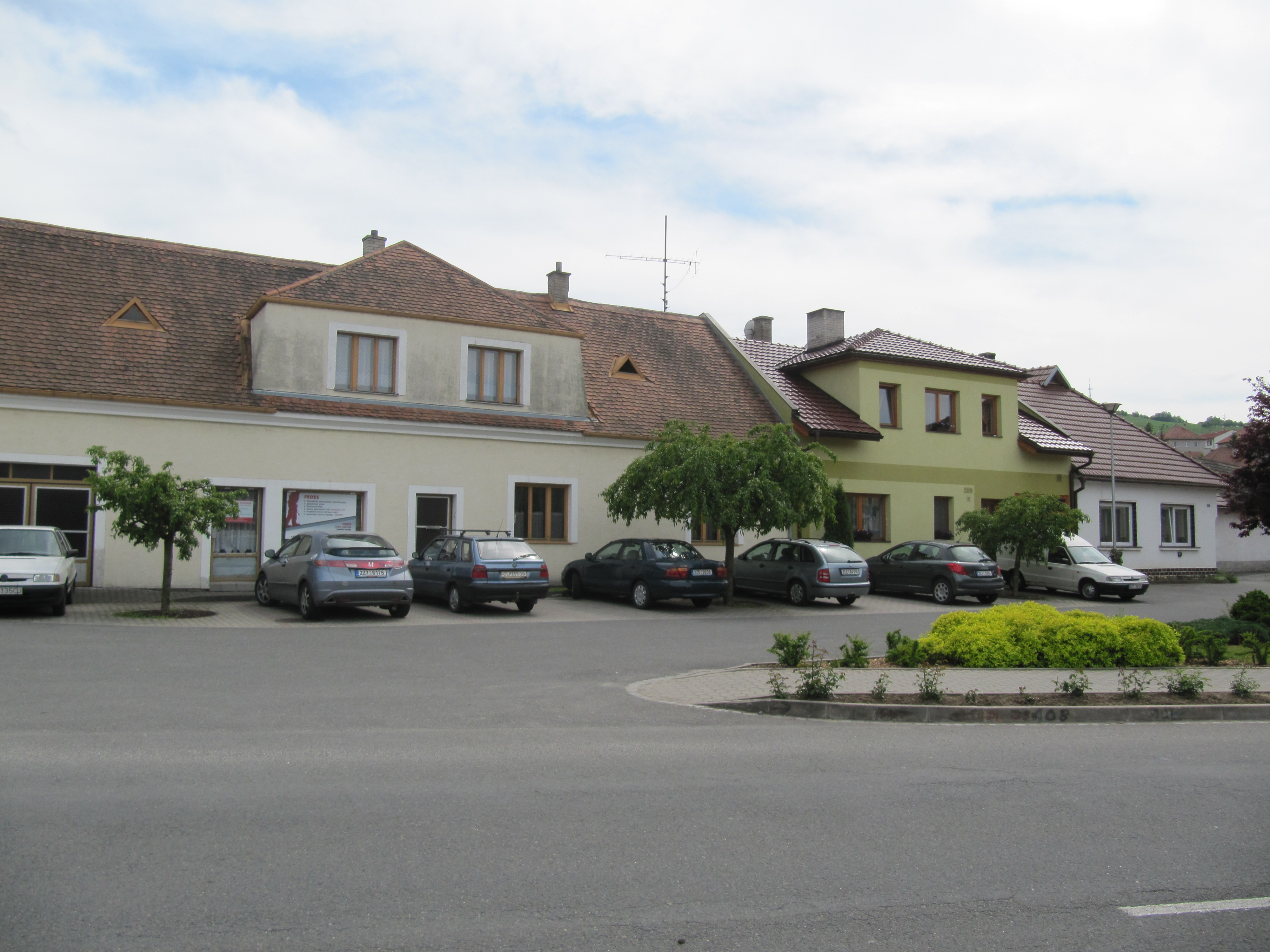
Domy v centru
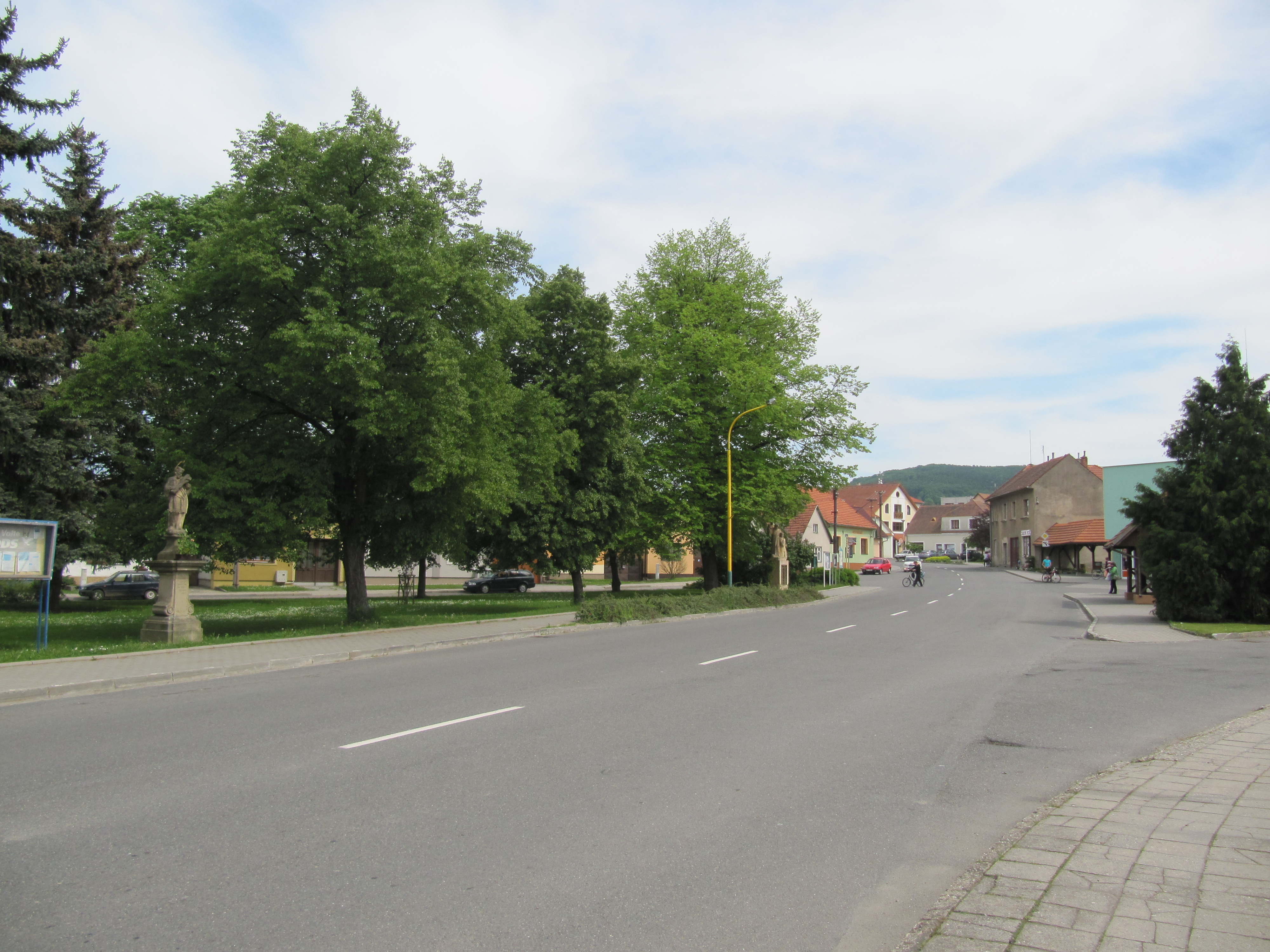
Náves
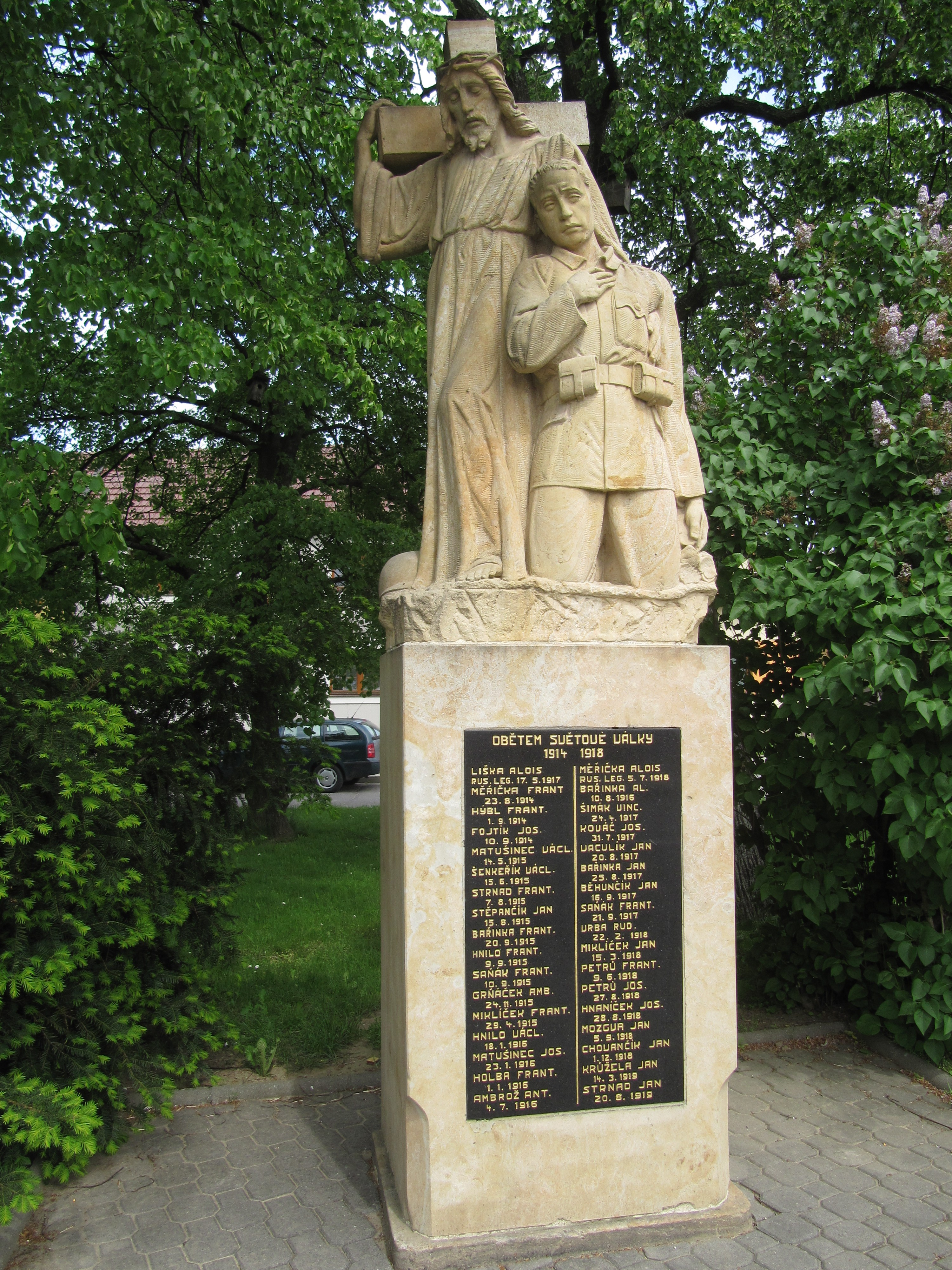
Pomník padlým v I. sv. válce